# Enicocephalidae
Gli Enicocephalidae Stål, 1860, sono una piccola Famiglia cosmopolita di Insetti dell'Ordine dei Rincoti (Sottordine Heteroptera). Comprende la maggior parte delle specie dell'infraordine Enicocephalomorpha.

## Descrizione
Sono insetti poco appariscenti di piccole o medie dimensioni, con corpo allungato di 2-15 mm, di colore generalmente giallo, bruno o nerastro. È frequente il dimorfismo sessuale, con maschi alati e femmine meiottere fino all'atterismo completo.
Il capo è molto allungato, suddiviso in due lobi (uno anteriore, uno posteriore) da un restringimento in corrispondenza della regione postoculare. Sul lobo postoculare sono presenti due ocelli, in genere assenti nelle forme attere, le antenne e il rostro sono composti da 4 segmenti.
Il pronoto è generalmente suddivisto in tre lobi da due restringimenti trasversali. Le ali anteriori sono interamente membranose, con una frattura longitudinale mediale; a differenza degli Aenictopecheidae, è assente la frattura trasversale costale. Le zampe anteriori sono raptatorie: l'estremità terminale della tibia è espansa; nella parte dorsale si articola il tarso, in quella ventrale sono presenti processi spiniformi; il lato ventrale del primo segmento tarsale è provvisto di setole spiniformi; nell'insieme, tarso e tibia, opponendosi, formano un organo prensile adatto ad afferrare e trattenere la preda. Le femmine sono sprovviste di ovopositore.

## Biologia
Quel poco che si conosce di questa famiglia deriva dalle informazioni sui loro ritrovamenti e dall'esame della morfologia. La maggior parte degli Enicocephalidae vivono in ambienti forestali umidi delle regioni tropicali o subtropicali, in genere nella lettiera, nel terriccio, nel legno marcescente e sotto la corteccia degli alberi. Le zampe raptatorie indicano chiaramente un'attività predatoria.

## Sistematica
Gli Enicocefalidi si suddividono in cinque Sottofamiglie:
- Alienatinae. Comprende il solo genere Alienates, a diffusione neotropicale.
- Enicocephalinae. Rappresentato in quasi tutto il mondo, comprende 26 generi e circa 250 specie ripartite in tre tribù: Enicocephalini e Systelloderini.
- Megenicocephalinae. Comprende il solo genere Megenicocephalus, rappresentato nella regione orientale.
- Phallopiratinae. Comprende solo quattro specie riunite nel genere Phallopirates, anch'esso rappresentato solo nella regione orientale.
- Phthirocorinae. Rappresentato solo nella regione australasiana, comprende solo sette specie ripartite fra cinque generi in due tribù, Monteithostolini e Phthirocorini.